# Odontoloxozus longicornis
Odontoloxozus longicornis is een vliegensoort uit de familie van de Neriidae. De wetenschappelijke naam van de soort is voor het eerst geldig gepubliceerd in 1904 door Coquillett.